# Nick Griffin
Nick Griffin (London, 1959. március 1.) angol politikus, a Brit Nemzeti Párt elnöke és az Európai Parlament tagja.

## Pályafutása
15 évesen csatlakozott a Brit Nemzeti Fronthoz. Miután elvégezte a Cambridge-i Egyetemet, a pártnál kezdett dolgozni. 1995-ben csatlakozott a Brit Nemzeti Párthoz, amelynek 1999 óta az elnöke. A 2009-es európai parlamenti választáson az EP képviselőjévé választották.

## Fordítás
- Ez a szócikk részben vagy egészben a Nick Griffin című angol Wikipédia-szócikk ezen változatának fordításán alapul.  Az eredeti cikk szerkesztőit annak laptörténete sorolja fel. Ez a jelzés csupán a megfogalmazás eredetét és a szerzői jogokat jelzi, nem szolgál a cikkben szereplő információk forrásmegjelöléseként.

## Külső hivatkozások
- Hivatalos honlap (angol)